# John Maynard Keynes
John Maynard Keynes, barão de Keynes (Cambridge, 5 de junho de 1883 — Tilton, East Sussex, 21 de abril de 1946) foi um economista britânico e membro do Partido Liberal cujas ideias mudaram fundamentalmente a teoria e prática da macroeconomia, bem como as políticas económicas instituídas pelos governos. Ele fundamentou as suas teorias noutros trabalhos anteriores que analisavam as causas dos ciclos econômicos, refinando-as enormemente e tornando-se amplamente reconhecido como um dos economistas mais influentes do século XX e o fundador da macroeconomia moderna. O trabalho de Keynes é a base para a escola de pensamento conhecida como keynesianismo, bem como suas diversas ramificações.
Na década de 1930, Keynes (pronúncia: /ˈkeɪnz/) iniciou uma revolução no pensamento econômico, opondo-se às ideias da economia neoclássica que defendiam que os mercados livres ofereceriam automaticamente empregos aos trabalhadores contanto que eles fossem flexíveis na sua procura salarial. Após a eclosão da Segunda Guerra Mundial, as ideias econômicas de Keynes foram adotadas pelas principais potências econômicas do Ocidente. Durante as décadas de 1950 e 1960, a popularidade das ideias keynesianas refletiu-se na influência de seus conceitos sobre as políticas de grande número de governos ocidentais.
A influência de Keynes na política econômica declinou na década de 1970, parcialmente com resultados de problemas que começaram a afligir as economias norte-americana e britânica no início da década (como a Crise do Petróleo) e também devido às críticas de Milton Friedman e outros economistas liberais pessimistas em relação à capacidade do Estado de regular o ciclo econômico com políticas fiscais. Entretanto, o advento da crise econômica global do final da década de 2000 causou um ressurgimento do pensamento keynesiano. A economia keynesiana forneceu a base teórica para os planos dos presidentes norte-americanos Franklin Delano Roosevelt e Barack Obama, do primeiro-ministro britânico Gordon Brown e de outros líderes mundiais para evitar a ocorrência de uma Grande Recessão nos moldes da crise de 1929.
Em 1999, a revista Time nomeou Keynes como uma das cem pessoas mais influentes do século XX, dizendo que "sua ideia radical de que os governos devem gastar o dinheiro que não têm, pode ter salvado a economia da localidade temporariamente". Keynes defendeu uma política económica de estado intervencionista, através da qual os governos usariam medidas fiscais e monetárias para mitigar os efeitos adversos dos ciclos econômicos - recessão, depressão e booms. Além de economista, Keynes era também um funcionário público, um patrono das artes, um diretor do Banco da Inglaterra, um conselheiro de várias instituições de caridade, um escritor, um investidor privado, um colecionador de arte e um fazendeiro. Dotado de imponente estatura, Keynes tinha 1,98 metro de altura.

## Vida e época (1883-1946)

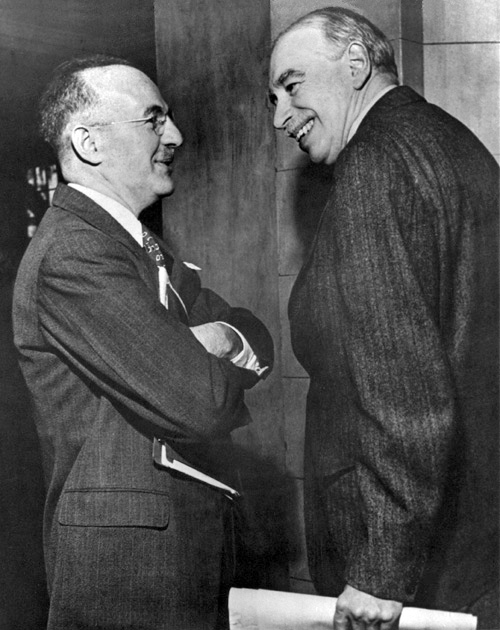
Harry Dexter White, do Tesouro americano, e John Maynard Keynes, na conferência inaugural dos governadores do Fundo Monetário Internacional, em 1946.

O impacto da Teoria Geral do Emprego, do Juro e da Moeda nos meios acadêmicos e na formulação de políticas públicas excedeu o que normalmente seria esperado, até mesmo de pensadores tão destacados como John Maynard Keynes. A razão para seu extraordinário sucesso, frente a defesa de longo tempo da "doutrina herdada" e à recepção geralmente negativa nos círculos não-acadêmicos na época de sua publicação, em 1936, é que a obra tinha alguma coisa para todos. É curioso salientar que, apesar do peso que a política fiscal assume nas interpretações feitas a partir de Keynes, na Teoria Geral, mais especificamente numa edição brasileira de 1996, tal expressão é vista apenas seis vezes, além de uma vez como nota de rodapé.
Seu pai foi John Neville Keynes, secretário da Universidade de Cambridge, cuja obra Escopo e Método de Economia Política (1891)  é não apenas clássica em seu campo, mas continua sendo um tratado eminentemente útil sobre o assunto de metodologia até nossos dias. Sua mãe serviu como prefeita de Cambridge até 1932. John Maynard estudou no famoso Colégio Eton, onde recebeu medalhas por mérito em matemática e recebeu uma bolsa para estudar no King’s College, da universidade de Cambridge, onde estudou Economia, tendo sido aluno de Alfred Marshall.
Em 1906, tendo passado no exame para o serviço civil, seguiu para a Índia Office, tendo aí permanecido durante dois anos antes de voltar para o King’s College, onde se especializou no ensino dos Princípios Econômicos de Marshall. A vida acadêmica, ampliada para incluir tantos os interesses culturais como pecuniários que proporcionavam uma bela renda adicional, era-lhe bastante adequada.
Mas ele sempre esteve envolvido em assuntos públicos numa posição ou outra, particularmente em questões de comércio e finanças. Este aspecto de sua carreira está em perfeita consonância com sua abordagem predominantemente pragmática; a economia como ciência pura era-lhe muito menos interessante do que a economia a serviços de políticas.
Com efeito, a contribuição de Keynes à teoria e à prática de economia política tem de ser vista em perspectiva, tendo como fundo os anos de guerra e entre-guerras, a fim de ser plenamente compreendida e apreciada. Estes anos foram marcados pela interrupção das relações de comércio e do padrão-ouro durante a Primeira Guerra Mundial, seguindo-se primeiramente a inflação, a instabilidade da taxa de câmbio e os desequilíbrios do balanço de pagamentos, e mais tarde pela deflação e desemprego em massa em escala internacional. O exame teórico desses fenômenos catastróficos e, mais importante sob o ponto de vista de Keynes, as soluções práticas para os problemas criados por estes mesmos fenômenos estavam na ordem do dia.
Com a irrupção da Segunda Guerra Mundial, Keynes dedicou-se a questões concernentes às finanças de guerra e ao restabelecimento final do comércio internacional e de moedas estáveis. Suas ideias sobre estes assuntos foram oferecidos em um panfleto Como Pagar a Guerra, publicado em 1940, e no "Plano Keynes" para o estabelecimento de uma autoridade monetária internacional que ele propôs em 1943. Embora seu plano tenha sido rejeitado, a proposta que foi adotada em 1944 na Conferência de Bretton Woods, da qual participou como líder na delegação britânica, refletia claramente a influência de seu pensamento.
Na ocasião de seu falecimento, em princípios de 1946, pouco depois de ter preparado o acordo de empréstimo americano, ele era o economista líder não somente da Inglaterra, mas do mundo. Foi um teorista brilhante, mas considerava a teoria principalmente como um guia para diretrizes de política econômica. Assim, talvez mais do que qualquer outro indivíduo, Keynes é o responsável pelo retorno ao que afinal se conhecia como "economia política". Ele teve vários relacionamentos com vários indivíduos, inclusive uma bailarina de origem russa.

## Contribuições teóricas

### Micro e Macroeconomia
Anterior ao pensamento keynesiano, a Microeconomia estuda as relações individuais entre os vários agentes econômicos. Estabelece que as forças de oferta e de procura provocariam processos de ajustes para o equilíbrio em todos os preços e valores, plena utilização dos fatores de produção e um preço de equilíbrio para o uso de cada um. Os desvios desses níveis eram considerados temporários. De modo geral, a análise anterior do preço e do valor assentava-se em hipóteses baseadas no "laissez-faire" e a aplicação de tal teoria implicava a perfeita mobilidade dos fatores no seio de uma economia auto-reguladora. Poder-se-ia exemplificar como casos específicos da Microeconomia a procura pelo trigo ou o nível salarial de uma determinada indústria.
Por outra visão, a Macroeconomia cuida dos totais ou agregados. Trata da renda nacional total, e como a mesma é afetada pelos gastos e poupanças totais. A Microeconomia está incorporada a esta. Observa o comportamento da economia total e reconhece que o dano de uma das partes é prejudicial ao todo. A ideia de fluxo é da mais alta importância pelo fato de que a renda total nacional da sociedade deve ser mantida em certos níveis para garantir os níveis considerados desejados pelos intervencionistas de investimentos, economias e emprego.
É uma espécie de conceito de equilíbrio geral: todo elemento da economia depende de todos os demais elementos. Contrariando a Microeconomia, não aceita o laissez-faire, considerando-o, na verdade, uma filosofia inteiramente indigna de confiança e que pode ser julgada grandemente responsável pelas violentas perturbações no nível das atividades comerciais e pelo desemprego subsequente. Contudo, a Macroeconomia é anterior a Keynes.

### Keynes e política econômica
J. M. Keynes discordou da lei de Say, que Keynes resumiu como: "a oferta cria sua própria demanda". Assim como Thomas Malthus, não acreditava que a produção de mercadorias geraria, sempre e obrigatoriamente, demanda suficiente para outras mercadorias. Poderiam ocorrer crises de superprodução, como ocorreu na década de 1930.  Para ele o livre mercado pode, durante os períodos recessivos, não gerar demanda bastante para garantir o pleno emprego dos fatores de produção devido ao "entesouramento" das poupanças. Nessa ocasião seria aconselhável que o Estado criasse déficits fiscais para aumentar a demanda efetiva e instituir uma situação de pleno emprego.
A teoria dos ciclos comerciais, seja ela monetária ou não em sua maneira de apreciar a questão, interessa-se primordialmente pelos problemas das rendas e empregos flutuantes; esses problemas preocuparam os economistas por muitos anos. Os estudos primitivos sobre os ciclos comerciais raramente empregaram muita evidência empírica, mas pelo menos nos Estados Unidos a macroanálise existiu durante meio século. Keynes fez a ênfase recair inteiramente sobre os níveis de renda, que segundo ele, afetavam os níveis de emprego, o que constitui, naturalmente, uma ênfase diferente da encontrada nos estudos anteriores. É provavelmente verídico que toda a economia keynesiana tenha-se destinado a encontrar as causas e curas para o desemprego periódico. Keynes não encontrou solução alguma para o problema em quaisquer trabalhos sobre Economia Política então existentes, sendo os seus esforços, portanto, grandemente exploratórios. Desviou-se claramente da maioria das teorias econômicas anteriores, até mesmo da de seu professor, Alfred Marshall, a qual era considerada pela maior parte dos eruditos quase sacrossanta. É verdade que muitas de suas ideias combinaram com as dos economistas anteriores, como Lauderdale, Malthus, Rae, Sismondi, Say, Quesnay e outros. Keynes combinou suas próprias teorias e os desenvolvimentos anteriores em uma análise que ocasionou transformações na Economia aceita em grau que raiou pela revolução.
O objetivo de Keynes, ao defender a intervenção do Estado na economia não é, de modo algum, destruir o sistema capitalista de produção. Muito pelo contrário, segundo o autor, o capitalismo é o sistema mais eficiente que a humanidade já conheceu (incluindo aí o socialismo). O objetivo é o aperfeiçoamento do sistema, de modo que se una o altruísmo social (através do Estado) com os instintos do ganho individual (através da livre iniciativa privada). Segundo o autor, a intervenção estatal na economia é necessária porque essa união não ocorre por vias naturais, graças a problemas do livre mercado (desproporcionalidade entre a poupança e o investimento e o "estado de ânimo" ou o "[espírito animal]", dos empresários). Ele também é um economista anti-inflacionista ao declarar que a inflação é um confisco da renda por parte do governo.

### Investimento e expectativas
Para Keynes, o investimento depende da interação entre a eficiência marginal do capital e da taxa de juros. Keynes não considera, como muitos dos autores neoclássicos, a taxa de juros como um custo de empréstimo ou de financiamento, nem mesmo um custo de oportunidade correspondente ao retorno proporcionado pelos ativos aplicados no mercado financeiro, em relação ao investimento em bens de capital produtivo e nem a diferença de preço entre bens de capital e bens de consumo. A taxa de juros, segundo o próprio autor, é "uma medida da relutância daqueles que possuem dinheiro em desfazer-se do seu controle líquido sobre ele". Ou seja, é o prêmio que um agente econômico recebe ao privar-se de sua liquidez.
Essa preferência pela liquidez de seus ativos por parte dos agentes econômicos se justifica por causa de incerteza quanto ao futuro dos eventos econômicos e do resultado futuro dos investimentos passados e presentes. Por essa razão, os indivíduos preferem manter sua riqueza na forma de dinheiro.
Por isso, segundo Keynes, a taxa de juros representa um limite ao investimento produtivo, apenas por ser um trade-off do investidor, quando aplica seu capital em uma ampla carteira de ativos, entre o investimento (capital produtivo) e a liquidez (capital monetário).
São bastante discutíveis as razões pelas quais a eficiência marginal do capital deve ser necessariamente decrescente conforme o volume de investimento. O que ocorre, segundo Keynes, são expectativas de retornos declinantes com o nível de investimento para, de um lado, um dado tamanho (ou crescimento) do mercado, e do outro um crescente risco financeiro associado ao endividamento e à perda de liquidez.
O declínio da eficiência marginal do capital decorre de sua escassez decrescente com o volume demandado, como ocorre com qualquer ativo de capital. Para ativos de capital produtivo, o limite para o investimento é dado pelo mercado dos bens produzidos com esse capital. O declínio do seu rendimento marginal se dá devido aos crescentes custos financeiros decorrentes de amortizações e dívidas contraídas pela empresa investidora, ou ainda o fluxo de desembolsos para o pagamento desses mesmos bens de capital, o que reduz a condição de liquidez da empresa. Esses fatores aumentam os riscos financeiros assumidos pelos investidores, o que faz com que as suas expectativas de retorno sejam cada vez menores. O economista também era a favor de uma ampliação do déficit apenas em épocas de crise.
Em resumo, Keynes percebe o investimento produtivo como um fenômeno monetário, ao invés de autores clássicos que desvinculavam poupança de investimento. A conotação monetária do investimento para Keynes envolve também em reconhecer que as próprias definições do investimento produtivo e de preferência pela liquidez encontram-se interligados pela mútua dependência de expectativas referentes à incerteza frente a acontecimentos futuros.
A peculiaridade das expectativas de longo prazo associadas ao investimento produtivo está principalmente na maior duração do período de comprometimento do investidor com ativos produtivos duráveis, isto é, de baixa liquidez, o que acarreta a dificuldade ou impossibilidade dos erros de correção, por baixos custos, dos erros de previsão quanto aos futuros da economia e dos mercados. Torna-se, portanto, essencial para que os agentes econômicos tomem decisões seguras, buscando minimizar a incerteza.
Porém, como Keynes considera a incerteza uma força endógena ao sistema capitalista, a solução adotada pelos agentes econômicos que possuem ativos é, ao invés de eliminar, contornar as incertezas de suas expectativas pelo recurso da adoção de normas de comportamento convencionais. Essas normas de comportamento convencionais, segundo Keynes, consistem em "supor que o presente estado de coisas continuará indefinidamente a menos que haja razões específicas para esperar mudanças".
As expectativas de longo prazo não estão sujeitas à revisão repentina, e por isso não podem ser afetadas pelos resultados futuros, e nem eliminadas. Não pode haver, portanto, comportamentos cautelosos, na forma de expectativas adaptativas (e muito menos expectativas racionais), que amenizem as incertezas e estabilizem os investimentos. Pois, a incerteza é uma característica intrínseca do sistema capitalista. Ou seja, em suma, a reação natural dos indivíduos às incertezas quanto aos acontecimentos econômicos futuros é se guiar por um comportamento convencional, que aplaina o caminho do investimento por intermédio de um não desprezível componente inercial das expectativas.

### Keynes, comércio livre e proteccionismo

#### O ponto de viragem da Grande Depressão
No início da sua carreira, Keynes era um economista marshallês profundamente convencido dos benefícios do comércio livre. A partir da crise de 1929, registando o empenho das autoridades britânicas em defender a paridade do ouro da libra esterlina e a rigidez dos salários nominais, ele adoptou gradualmente medidas proteccionistas.
A 5 de Novembro de 1929, numa audição do Comité MacMillan para tirar a economia britânica da crise, Keynes indicou que a introdução de direitos aduaneiros sobre as importações ajudaria a reequilibrar a balança comercial. O relatório da comissão afirma numa secção intitulada "controlo das importações e ajuda à exportação" que, numa economia onde não existe pleno emprego, a introdução de direitos aduaneiros pode melhorar a produção e o emprego. Assim, a redução do défice comercial favorece o crescimento do país.
Em Janeiro de 1930, no âmbito do Economic Advisory Council, Keynes propôs a implementação de um sistema de protecção para reduzir as importações. No Outono de 1930, propôs uma tarifa uniforme de 10% sobre todas as importações e subsídios da mesma taxa para todas as exportações.
No Outono de 1930, no Tratado sobre o Dinheiro, retomou a ideia de tarifas ou outras restrições comerciais a fim de reduzir o volume das importações e reequilibrar a balança comercial.
A 7 de Março de 1931, no New Statesman and Nation, escreveu um artigo intitulado "Proposal for a Tariff Revenue" (Proposta de Receita Tarifária). Ele assinala que a redução dos salários leva a uma redução da procura interna que restringe o mercado. Em vez disso, ele propôs a ideia de uma política expansionista combinada com um sistema tarifário para neutralizar os efeitos na balança comercial. A aplicação de direitos aduaneiros pareceu-lhe "inevitável, seja quem for o Chanceler do Tesouro". Assim, para Keynes, uma política de recuperação económica só é plenamente eficaz se o défice comercial for eliminado. Propôs um imposto de 15% sobre os produtos manufacturados e semi-manufacturados e um imposto de 5% sobre certos alimentos e matérias-primas, estando outros necessários para a exportação isentos (lã, algodão).
Em 1932, num artigo intitulado "Pro- e Anti-Tarifários", publicado em "The Listener", previa a protecção dos agricultores e de certos sectores como a indústria automóvel e a indústria do ferro e do aço, considerando que eram indispensáveis para a Grã-Bretanha.

#### Críticas ao modelo de comércio livre
Na situação pós-crise de 1929, Keynes considerou irrealistas os pressupostos do modelo de comércio livre. Criticou, por exemplo, a hipótese neoclássica de ajustamento salarial.
Já em 1930, numa nota que dirigiu ao Economic Advisory Council , duvidava da intensidade do ganho resultante da especialização no caso de bens manufacturados. Enquanto participava no Comité MacMillan, admitiu que já não "acreditava num grau muito elevado de especialização nacional" e recusou-se a "abandonar qualquer indústria que seja incapaz, por enquanto, de sobreviver". Criticou também a dimensão estática da teoria da vantagem comparativa que, segundo ele, ao fixar definitivamente as vantagens comparativas, conduz de facto a um desperdício de recursos nacionais.
No Daily Mail de 13 de Março de 1931, descreveu como "disparate" a hipótese de uma perfeita mobilidade sectorial do trabalho, uma vez que estipula que uma pessoa desempregada contribui para reduzir a taxa salarial até encontrar um emprego. Mas para Keynes, esta mudança de emprego pode envolver custos (procura de emprego, formação) e nem sempre é possível. Em geral, para Keynes, as hipóteses de pleno emprego e retorno automático ao equilíbrio desacreditam a teoria da vantagem comparativa.
Em Julho de 1933, publicou um artigo no New Statesman and Nation intitulado National Self-Sufficiency, criticando o argumento da especialização das economias, que é a base do comércio livre. Ele propôs que se procurasse um certo grau de auto-suficiência. Em vez da especialização das economias defendida pela teoria Ricardiana da vantagem comparativa, prefere a manutenção de uma diversidade de actividades para as nações. Em, National Self-Sufficiency, refuta o princípio do comércio pacificador. A sua visão do comércio tornou-se a de um sistema em que os capitalistas estrangeiros competem pela conquista de novos mercados.
ele observa em National Self-Sufficiency:
| “ | Um grau considerável de especialização internacional é necessário num mundo racional em todos os casos em que é ditado por grandes diferenças de clima, recursos naturais, aptidões nativas, nível de cultura e densidade populacional. Mas sobre uma gama cada vez mais vasta de produtos industriais, e talvez também de produtos agrícolas, tornei-me duvidoso se a perda económica da auto-suficiência nacional é suficientemente grande para superar as outras vantagens de trazer gradualmente o produto e o consumidor no âmbito da mesma organização nacional, económica e financeira. A experiência acumulada prova que a maioria dos processos modem de produção em massa podem ser realizados na maioria dos países e climas com eficiência quase igual. | ” |

Ele escreve em "National Self-Sufficiency":
| “ | Simpatizo, portanto, com aqueles que minimizariam, e não com aqueles que maximizariam, o emaranhado económico entre as nações. Ideias, conhecimento, ciência, hospitalidade, viagens - estas são as coisas que, pela sua natureza, deveriam ser internacionais. Mas deixe os bens serem feitos em casa sempre que for razoável e convenientemente possível e, acima de tudo, deixe o financiamento ser principalmente nacional. | ” |

Mais tarde, Keynes teve uma correspondência escrita com a James Meade que se centrou na questão da restrição às importações. Keynes e Meade discutiram a melhor escolha entre quota e tarifa. Em Março de 1944 Keynes iniciou uma discussão com Marcus Fleming após esta última ter escrito um artigo intitulado "Quotas versus depreciação". Nesta ocasião, notou-se que ele continuou a defender uma posição proteccionista muito depois da Grande Depressão. De facto, considerou que as quotas poderiam ser mais eficazes do que a desvalorização da moeda ao lidar com desequilíbrios externos. Assim, para Keynes, a depreciação monetária já não era suficiente e tornaram-se necessárias medidas proteccionistas para evitar os défices comerciais. Para evitar o regresso das crises devido a um sistema económico auto-regulador, pareceu-lhe essencial regular o comércio e parar o comércio livre (desregulamentação do comércio externo).
Em seguida, assinalou que os excedentes levam a uma fraca procura agregada - os países que produzem excedentes exercem uma "externalidade negativa" sobre os seus parceiros comerciais. Os países que importam mais do que exportam enfraquecem as suas economias. Quando o défice comercial aumenta, o desemprego aumenta e o PIB abranda. E os países excedentários enriquecem à custa dos países deficitários. Destruem a produção dos seus parceiros comerciais. John Maynard Keynes acreditava que os produtos dos países excedentários deveriam ser tributados para evitar desequilíbrios comerciais. Assim, ele já não acredita na teoria da vantagem comparativa (em que se baseia o comércio livre) que afirma que o défice comercial não importa, uma vez que o comércio é mutuamente benéfico.
Isto também explica a sua vontade de substituir a liberalização do comércio internacional (comércio livre) por um sistema regulamentar destinado a eliminar os desequilíbrios comerciais nestas propostas para os acordos de Bretton Woods.

## Pensamento e obras
As suas ideias e as dos seus seguidores foram adotadas por vários governos ocidentais e também por muitos governos do terceiro mundos. Constituem, até hoje, a essência da política econômica mantida nos Estados Escandinavos, cujas populações desfrutam dos melhores padrões de vida do mundo. A sua influência começou a diminuir a partir dos anos 70 com a ascensão dos monetaristas, provocada pela crise do dólar norte-americano de 1971, durante o governo Nixon, quando os Estados Unidos se viram obrigados a  interromper a conversibilidade do dólar em ouro, mas ressurge depois de 1986 com a publicação do teorema de Greenwald-Stiglitz e o surgimento dos economistas neokeynesianos. Em 1998, em meio à crise asiática, o economista Paul Krugman defendia que "Keynes é ainda mais importante hoje do que há 50 anos".
As obras mais famosas de Keynes foram:
- As Consequências Económicas da Paz (The Economic Consequences of Peace);
- Um Tratado sobre Moeda (A Treatise on Money);
- A Teoria Geral do Emprego, do Juro e da Moeda, (General theory of employment, interest and money). Edição em língua portuguesa: Tradutor: CRUZ, Mário Ribeiro da, São Paulo, Editora Atlas, 1992, ISBN 978-85-224-1457-4

Apresenta-se a seguir a lista completa das obras de Keynes, conforme o artigo da Wiki em inglês:
- 1913 Indian Currency and Finance
- 1915 The Economics of War in Germany (EJ)
- 1919 The Economic Consequences of the Peace (As Consequências Económicas da Paz)
- 1921 A Treatise on Probability (Um Tratado sobre Probabilidade)
- 1922 The Inflation of Currency as a Method of Taxation (MGCRE)
- 1922 Revision of the Treaty
- 1923 A Tract on Monetary Reform
- 1925 Am I a Liberal? (N&A)
- 1926 The End of Laissez-Faire, Amherst, Nova Iorque, Prometheus Books, 2004, ISBN 1-59102-268-1, http://www.panarchy.org/keynes/laissezfaire.1926.html
- 1926 Laissez-Faire and Communism
- 1930 A Treatise on Money (Um Tratado sobre Moeda)
- 1930 Economic Possibilities for our Grandchildren
- 1931 The End of the Gold Standard (Sunday Express)
- 1931 Essays in Persuasion
- 1931 The Great Slump of 1930
- 1933 The Means to Prosperity
- 1933 An Open Letter to President Roosevelt (New York Times)
- 1933 Essays in Biography
- 1936 The General Theory of Employment, Interest and Money (A Teoria Geral do Emprego, do Juro e da Moeda)
- 1940 How to Pay for the War: A radical plan for the Chancellor of the Exchequer
- 1949 Two Memoirs. Ed. por David Garnett (Sobre Carl Melchior e G. E. Moore.)

## Vida pessoal

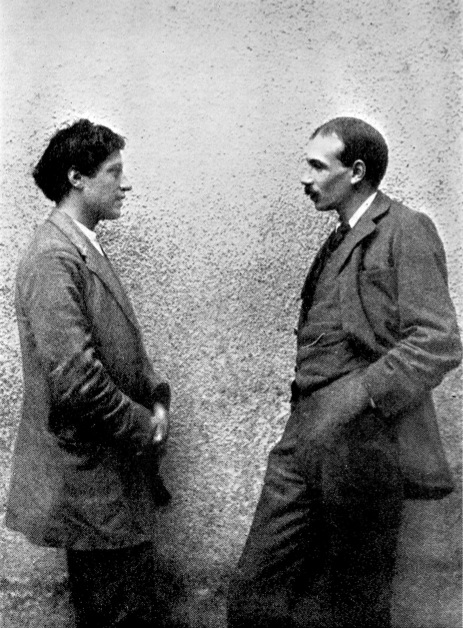
O pintor Duncan Grant (à esquerda), com Keynes em 1913

Os primeiros relacionamentos românticos e sexuais de Keynes foram quase exclusivamente com homens. Os membros do Grupo de Bloomsbury, do qual Keynes participava avidamente, eram permissivos em relação à homossexualidade. Um de seus maiores amantes foi o pintor escocês Duncan Grant, que conheceu em 1908. Ele também esteve envolvido com o escritor Lytton Strachey.
Em 1921 ele se apaixonou pela bailarina russa Lydia Lopokova, uma das estrelas do Ballets Russes de Serguei Diaguilev. Eles se casaram em 1926, o que deu origem aos conhecidos versos de autoria desconhecida: "Oh, que união de beleza e inteligência. Os justos Lopokova e John Maynard Keynes". De acordo com todos os relatos, a união era feliz, apesar de não ter gerado filhos – Lydia engravidou em 1927, mas sofreu um aborto espontâneo. Keynes passou muito tempo incentivando-a a prolongar sua carreira como forma de compensar a falta de filhos.
Keynes também foi um conhecido colecionador de arte moderna, incluindo trabalhos de Paul Cézanne, Edgar Degas, Amedeo Modigliani, Georges Braque, Pablo Picasso, e Georges Seurat (alguns dos quais hoje podem ser vistos no Museu Fitzwilliam).

### Online
- «ALDRIGHI, Dante Mendes. Uma avaliação das contribuições de Stiglitz à teoria dos mercados financeiros. Rev. Econ. Polit. vol.26 no.1  São Paulo Jan./Mar. 2006 ISSN 0101-3157»
- «CARQUEJA, Hernâni O. O Conceito de Riqueza na Análise Económica - Apontamentos. II Seminário GRUDIS. Faculdade de Economia da Universidade do Porto, 25/10/2003» (PDF)
- «LASTRES, Helena Maria Martins e FERRAZ, João Carlos. Economia da Informação, do Conhecimento e do Aprendizado, Capítulo I, in: Informação e globalização na era do conhecimento, Helena M. M. Lastres, Sarita Albagli (organizadoras). — Rio de Janeiro: Campus, 1999.» (PDF)
- «CROTTY, James. The Effects of Increased Product Market Competition and Changes in Financial Markets on the Performance of Nonfinancial Corporations in the Neoliberal Era. Amherst: University of Massachusetts, Department of Economics, October 11, 2002» (PDF) (em inglês)
- «ENGLISH,Simon. IMF admits its policies seldom work New York: Telegraph.co.uk, 11:40pm GMT 19/03/20» (em inglês)
- «KEYNES, John Maynard. The end of laissez-faire. Amherst, New York: Prometheus Books, 2004. ISBN 1-59102-268-1» (em inglês)
- «KEYNES, John Maynard. General Theory of Employment, Interest and Money, The. London: Macmillan Press; New York: St. Martin's Press; 1936» (em inglês)
- «ROTHSCHILD, Michael. Information, The invisible Hand and Google Princeton University» (PDF) (em inglês)
- «STIGLITZ, Joseph E. 'Prize Lecture: Information and the Change in the Paradigm in Economics.' Joseph E. Stiglitz proferiu sua aula de aceitação do Prêmio Nobel em 8 de dezembro de 2001, na Aula Magna, Universidade de Estocolmo. Foi apresentado por Lars E.O. Svensson Chairman of the Prize Committee.» (em inglês)
- «STIGLITZ, Joseph E. The pact with the devil. Beppe Grillo's Friends interview» (em inglês)
- «WANG, Shaoguang. The State, Market Economy, and Transition. Department of Political Science, Yale University» (PDF) (em inglês)

### Publicações
- KEYNES, John Maynard. Teoria geral do emprego, do juro e da moeda (General theory of employment, interest and money). Tradutor:  CRUZ, Mário Ribeiro da. São Paulo: Editora Atlas, 1992. ISBN 978-85-224-1457-4
- SICSÚ,; RENAUT, Michel; organizadores. Novo-desenvolvimentismo: um projeto nacional de crescimento com eqüidade social. Barueri:Manole; Rio de Janeiro: Fundação Konrad Adenauer, 2005. ISBN 85-98416-04-5 (Manole)
- STIGLITZ, Joseph E. e GREENWAL, Bruce. Rumo a um Novo Paradigma em Economia Monetária. Francis, 2004

Em inglês
- GREENWALD, Bruce and STIGLITZ, Joseph E. Externalities in Economies with Imperfect Information and Incomplete Markets, Quarterly Journal of Economics, no. 90, 1986.